# Den Dolder vasútállomás
Den Dolder vasútállomás vasútállomás Hollandiában, Zeist városában.

## Vasútvonalak
Az állomást az alábbi vasútvonalak érintik:
- Utrecht–Kampen-vasútvonal
- Den Dolder–Baarn-vasútvonal

## Kapcsolódó állomások
A vasútállomáshoz az alábbi állomások vannak a legközelebb:
- Soest Zuid vasútállomás
- Bilthoven vasútállomás
- Amersfoort vasútállomás